# Benny Ricardo
Benito Concepción Ricardo (nacido el 4 de enero de 1954 en Asunción, Paraguay) más conocido como Benny Ricardo es un exjugador de fútbol americano paraguayo que jugó en la NFL (1976-1984) para los Buffalo Bills, Detroit Lions, New Orleans Saints, Minnesota Vikings y Los San Diego Chargers. Jugó fútbol americano universitario en la Universidad Estatal de San Diego. Se distingue por ser el primer paraguayo en jugar en la NFL. Con los Minnesota Vikings, Ricardo lideró a la NFC en anotaciones en 1983 con 108 puntos. Después de su carrera deportiva se dedicó al periodismo deportivo.

## Principios
Benito Ricardo nació el 4 de enero de 1954 en Asunción. Se graduó de la escuela en 1971 en Costa Mesa en California. Como parte del equipo escolar, Benny ganó el campeonato estatal de handball. Continuó su educación en Orange Coast Community College y la Universidad de California en San Diego.

## Carrera en la NFL
En su primer año en la NFL Benny jugó para los Buffalo Bills donde jugó 2 partidos convirtiendo apenas 1 de 4 goles de campo y todos los puntos extras, esta actuación le valió la expulsión del equipo. Finalmente llegó a los Detroit Lions donde en 8 partidos convirtió 10 de 14 goles de campo y 19 de 21 puntos extras y su gol de campo más largo fue de 44 yardas. Ese año logró estar en el quinto puesto de la NFL en porcentaje de goles de campo convertidos con un 71.429%.
En 1978 jugó los 16 partidos, convirtió 20 de 28 goles de campo y 32 de 33 puntos extras y con su gol de campo más largo de su carrera con 48 yardas. Ese año ocupó el sexto puesto en puntos anotados, el cuarto puesto en goles de campo anotados, el séptimo en goles de campo intentados y el noveno en porcentaje de goles de campo anotados con un 71.429%.
En 1979 jugó 16 partidos, convirtió 10 de 18 goles de campo (55.6%) y 25 de 26 puntos extras (96.2%) y su gol de campo más largo fue de 46 yardas.
En 1980 fue traspasado a los New Orleans Saints y en esa temporada jugó 14 partidos, convirtió 10 de 17 goles de campo (58.8%), 31 de 34 puntos extras (91.2%) y su gol de campo más largo fue de 47 yardas.
En 1981 jugó 16 partidos, convirtió 13 de 25 goles de campo (52%), 24 de 24 puntos extras y su gol de campo más largo fue de 46 yardas.
En 1983 llegó a los Minnesotta Vikings donde jugó 16 partidos, convirtió 25 de 33 goles de campo (75.8%), 33 de 34 puntos extras (97.1%) y su gol de campo más largo fue de 44 yardas. Logró estar posicionado como el quinto jugador de la NFL con más goles de campo convertidos y el cuarto con más goles de campo intentados.
En 1984 llegó a los San Diego Chargers donde jugó 2 partidos convirtiendo sus 3 intentos de goles de campo, 5 de 6 (83.3%) puntos extras y donde su gol de campo más largo fue de 42 yardas.

### Estadísticas
| Año                  | Equipos              | Juegos | Goles De Campo | Goles De Campo | Goles De Campo | Goles De Campo | Goles De Campo | Goles De Campo | Goles De Campo | Goles De Campo | Goles De Campo | Goles De Campo | Goles De Campo | Goles De Campo | Goles De Campo | Goles De Campo | Puntos Extras | Puntos Extras | Puntos Extras |
| Año                  | Equipos              | Juegos | 0-19           | 0-19           | 20-29          | 20-29          | 30-39          | 30-39          | 40-49          | 40-49          | 50+            | 50+            | Total          | Total          | Lg             | Pct            | PEI           | PEC           | Pct           |
| Año                  | Equipos              | Juegos | GCI            | GCC            | GCI            | GCC            | GCI            | GCC            | GCI            | GCC            | GCI            | GCC            | GCI            | GCC            | Lg             | Pct            | PEI           | PEC           | Pct           |
| -------------------- | -------------------- | ------ | -------------- | -------------- | -------------- | -------------- | -------------- | -------------- | -------------- | -------------- | -------------- | -------------- | -------------- | -------------- | -------------- | -------------- | ------------- | ------------- | ------------- |
| 1976                 | BUF/DET              | 2/8    | 1              | 1              | 7              | 4              | 3              | 3              | 6              | 3              | 1              | 0              | 18             | 11             | 44             | 61.1%          | 23            | 21            | 91.3%         |
| 1978                 | DET                  | 16     | 3              | 3              | 7              | 7              | 8              | 6              | 9              | 4              | 1              | 0              | 28             | 20             | 48             | 71.4%          | 33            | 32            | 97%           |
| 1979                 | DET                  | 16     | 0              | 0              | 4              | 4              | 4              | 4              | 8              | 2              | 2              | 0              | 18             | 10             | 46             | 55.6%          | 26            | 25            | 96.2%         |
| 1980                 | NOR                  | 14     | 0              | 0              | 2              | 1              | 6              | 6              | 8              | 3              | 1              | 0              | 17             | 10             | 47             | 58.8%          | 34            | 31            | 91.2%         |
| 1981                 | NOR                  | 16     | 0              | 0              | 5              | 5              | 9              | 3              | 10             | 5              | 1              | 0              | 25             | 13             | 46             | 52%            | 24            | 24            | 100%          |
| 1983                 | MIN                  | 16     | 0              | 0              | 11             | 10             | 13             | 11             | 9              | 4              | 0              | 0              | 33             | 25             | 44             | 75.8%          | 34            | 33            | 97.1%         |
| 1984                 | SDG                  | 2      | 0              | 0              | 1              | 1              | 1              | 1              | 1              | 1              | 0              | 0              | 3              | 3              | 42             | 100%           | 6             | 5             | 83.3%         |
| Total (7 temporadas) | Total (7 temporadas) | 90     | 4              | 4              | 37             | 32             | 44             | 34             | 51             | 22             | 6              | 0              | 92             | 142            | 48             | 64.8%          | 180           | 171           | 95%           |

## Vida privada y después de la NFL
Ricardo es un actor que también ha aparecido en las películas North Dallas Forty y Wildcats. Ricardo también es un comediante y comentarista de boxeo y de la NFL y el único presentador bilingüe que ha anunciado eventos de la red como presentador principal y comentarista de color en castellano e inglés. Ricardo ha anunciado todos los eventos deportivos más importantes del mundo mientras trabajaba para redes como ESPN, Fox Sports, CBS Sports, MSG Networks, Westwood One, Integrated Media, Fightnow TV, Televisa, NBC, MultiVision Media, Top Rank, CSI Sports, Primetime, M1-Global, Affliction. A partir de 2014, Ricardo es un comentarista en color en las transmisiones de CBS NFL y también convoca peleas para CBS Sports Network y ESPN. Ricardo está casado con la exmodelo de Playboy, Monique Noel. Es conocido por asociarse con Steve Watson. Su hijo Andre es músico profesional, violinista.